# Batalla de l'Hort de les Bombes
El Setge de Barcelona de 1706 fou una de les batalles de la Guerra de Successió Espanyola.

## Antecedents
Preveient la mort de Carles II de Castella sense descendència, les principals potències europees van proposar un príncep elector de Baviera, amb el consegüent repartiment de possessions entre aquestes potències. Però aquest mor, i Carles II en el darrer testament abans de morir proposa Felip d'Anjou. Felip entra a Barcelona el 2 d'octubre i les Corts finalment es taquen el 14 de gener de 1702 amb el jurament de les constitucions catalanes pel Rei. Els aliats proposen l'Arxiduc Carles i comencen les hostilitats.
Pres Gibraltar pels britànics, a l'agost del 1705 l'arxiduc embarca a Lisboa en direcció al Mediterrani. S'atura a Altea on és proclamat Rei i la revolta valenciana dels maulets s'esté liderada per Joan Baptista Basset. Mentrestant, i esperonats constantment pel príncep Jordi de Darmstadt, escamots armats barren el pas als borbònics a la plana de Vic i en la Batalla de Montjuïc capturen la fortalesa, que seria fortificada i usada per bombardejar la ciutat de Barcelona, que envoltada de les tropes aliades de Lord Peterborough va capitular el 9 d'octubre de 1705, de manera que el 22 d'octubre entra a Barcelona l'Arxiduc Carles, que el 7 de novembre de 1705 jura les constitucions catalanes, nomenat Carles III.
València caigué en mans de Carles el 15 de desembre de 1705. Els partidaris filipistes es defensaren al principi assetjant Sant Mateu entre el 28 de desembre de 1705 i el 9 de gener de 1706 i atacant Vila-real el 12 de gener de 1706 al pas de les tropes del comte de les Torres, però acabaren fugint a Castella.
Entretant, els borbons es reorganitzen i el seu exèrcit avança des de Lleida, Girona i pel mar en direcció a Barcelona. Catalunya queda definitivament en mans austríaques després del fallit setge de Barcelona que intenten els francoespanyols el 1706, del que Felip d'Anjou ha d'acabar fugint per França i reentrant a Espanya per Navarra.
La sublevació austriacista de Cartagena marcà l'inici efectiu de la guerra al Regne de Múrcia. La rebel·lió del Comte de Santa Cruz, Capità General de la flota de Galeres Reials, que tenia al port de Cartagena la seua base naval, creà tal desconcert polític a la ciutat que facilità als líders austriacistes l'ocupació del poder local, i l'arribada pocs dies després de l'estol de l'almirall John Leake, precipitaren els esdeveniments militars.
El 24 de juny es proclamava a Cartagena, enmig de les salves dels canons i els crits de la multitud, a l'Arxiduc Carles com a nou Rei de la Monarquia Hispànica. I al cap d'un mes després aproximadament, es repetia l'escena a Oriola, un cop el seu Governador, Jaume Rosell de Rocamora i Ruíz el Marqués de Rafal, es decidí a unir-se a la sublevació.
Des de llavors els enfrontaments entre ambdós exèrcits es tornaren més freqüents a l'entorn de la Ciutat de Múrcia, el reducte més important i alhora més dèbil de la causa borbònica. Tot i així, ni a la mateixa Ciutat de Múrcia existia el consens. Bona part dels seus nuclis dirigents optaren de manera més o menys explícita per unir-se a la sublevació. El dirigent més destacat en fou Don Diego Rejón de Silva, Marqués d'Alcantarilla, qui esdevindria un dels generals més destacats de l'exèrcit austriacista.
L'adhesió de la jerarquia noble murciana a la causa austriacista arrossegà gran part dels hortolans del Baix Segura, a causa dels lligams de vasallatge. Això, unit a la manca d'un sistema de defensa adequat i la debilitat de l'Exèrcit Borbònic feia pressagiar que Múrcia seria la següent ciutat en donar obediència a Carles III.

## Desenvolupament tàctic
Però la reacció per part borbònica va venir del Bisbe Luis Belluga y Moncada, qui mobilitzà les elits socials i enardí els veïns per a resistir l'avenç austriacista, al·legant la legitimitat de Felip V. Tota aquesta labor propagandística cristal·litzà en la "Gazeta de Múrcia", apareguda entre agost i setembre de 1706. D'altres de les seues maquinacions foren les d'interpretar les llàgrimes de la Mare de Déu dels Dolors que es trobava en un mas prop de Monteagudo el 8 d'agost de 1706, com aprova irrefutable de la malícia de la causa austriacista.
Durant el mes d'agost molts murcians abandonaren la capital mentre n'entraven milicians de la resta del regne i d'Andalusia. Es produïren molts enfrontaments, però el que tingué més ressò propagandístic fou el del combat de l'Hort de les Bombes.
El 4 de setembre de 1706, un regiment anglo-holandès de 6.000 homes d'infanteria, diverses peces d'artilleria i una secció d'enginyers amb un pont portàtil de fusta per travessar les séquies, va avançar des d'Espinardo, amb la intenció de prendre Múrcia.
Luis Belluga y Moncada va tenir la idea de deixar anar l'aigua de les séquies per inundar l'horta, fent impracticable l'avanç de la infanteria atacant, de manera que abans de retirar-se, els aliats van obrir foc d'artilleria.

## Conseqüències
L'ofensiva borbònica contra el sud del Regne de València s'inicià l'octubre de 1706 quan les forces de Luis Belluga y Moncada s'uniren a les del duc de Berwick, el comandant en cap borbònic, i feren caure Cartagena, Oriola (dia 11) i Elx (el 21), però la presència de l'exèrcit aliat a Alacant no permetia continuar cap al nord.